# Gang Beasts
Gang Beasts é um jogo eletrônico multijogador e multiplataforma do tipo beat 'em up de 2017, desenvolvido e publicado pelo estúdio indie inglês Boneloaf. 
Este seria originalmente publicado pela filial da Xbox Double Fine Presents até maio de 2020 e autopublicado posteriormente, e posteriormente publicado em formato físico pela Skybound Games  O jogo foi lançado para computador (pc e mac) e para os vídeo-game PlayStation 4, Xbox One e, Nintendo Switch.

## Jogabilidade
No jogo, os jogadores lutam entre si como disquetes ragdolls em várias sequências de luta corpo a corpo e ambientes perigosos, ambientados na metrópole fictícia de Beef City. No lançamento inicial, continha oito estágios multijogador e personalização de trajes. O núcleo da jogabilidade envolve o uso de várias habilidades físicas, como socar ou chutar um oponente até que ele seja nocauteado e, em seguida, tentar jogá-lo sobre um dos perigos do estágio. No entanto, os oponentes derrubados não estão completamente indefesos, pois podem revidar para serem liberados.

## Recepção
Em seu estado freeware alfa, bem como no lançamento do Steam Early Access, o jogo recebeu uma resposta positiva de críticos e fãs. Os comentários incluem Keith Stuart do The Guardian chamando-o de "provavelmente um dos beat-'em-ups mais idiotas já feitos," Jessica Conditt de Engadget chamando-o de "um bom momento alegre", e Steve Hansen de Destructoid destacando como sua estranheza funciona bem.
Fora do acesso antecipado, Gang Beasts recebeu críticas mistas dos críticos nas versões para PC e PlayStation 4 do jogo. No Metacritic, o jogo detém uma pontuação de 67/100 para a versão PlayStation 4 com base em 8 análises, indicando "análises mistas ou médias".
O jogo foi nomeado para "Excellence in Multiplayer" no 2018 SXSW Gaming Awards, e para "Multiplayer" no 14º Prêmio dos Jogos da Academia Britânica.

## Lançamento
O jogo foi lançado para os sistemas Windows, macOS, Linux e o vídeo-game PlayStation 4 em 12 de dezembro de 2017, após um período de acesso antecipado para as plataformas de PC que começou em agosto de 2014. Também foi lançado no Xbox One em 27 de março de 2019. Uma versão para Nintendo Switch foi lançada em 12 de outubro de 2021.